# Ratuj swoje miasto
Ratuj swoje miasto (oryg. ang. The Creature That Ate Sheboygan, dosł. potwór, który zjadł Sheboygan) – gra planszowa autorstwa Grega Costikyana, przeznaczona dla dwóch graczy.
Gra wydana została w roku 1979 przez wydawnictwo Simulations Publications Inc. Polska edycja gry, wydana przez Encore, miała premierę w 1982; gra została wydana także w Japonii przez Hobby Japan..
Gracze wcielają się w dwie przeciwne sobie postacie. Jeden z nich kieruje potworem, którego zadaniem jest zniszczyć całe miasto (oryg. Sheboygan). W miarę jak miasto ulega zagładzie, potwór zdobywa dodatkowe moce i umiejętności. Zadaniem drugiego gracza jest obrona miasta, w tym ewakuacja ludności cywilnej, oraz dowodzenie siłami wojska, policji i straży pożarnej w walce z potworem. 
Gra nagrodzona została w 1979 r. nagrodą Origins Awards dla najlepszej gry fantasy lub science fiction. W 2004 r. gra wykorzystana została w badaniach nad zarządzeniem kryzysowym.